# Heros (mythologie)
Een heros (meervoud: heroën; Grieks: ἥρως / hḗrōs) is in de Griekse mythologie een dapper en geweldig man die als god werd vereerd en daarom een goddelijke vader of moeder werd toegedicht. Heroën werden opgewaardeerd tot halfgoden.
De relikwieën van de heroën hadden eigen heiligdommen en werden bijzonder vereerd. Deze heiligdommen bestonden meestal uit een graf, een altaar en een heilig bos. Op bepaalde feestdagen offerde men daar zaken en bad men.
Draco legde aan het eind van de 7e eeuw v.Chr. de heroëncultus vast in de Atheense wet.

## Bekende heroën
- Achilles onder meer te Leukos, het Slangeneiland.
- Aeneas
- Akademos
- Alexander de Grote te Alexandrië
- Amphiaraos
- Asclepius
- Battus te Cyrene
- Erechtheus te Athene
- Herakles
- Homeros, vereerd te Alexandrië door Ptolemaeus IV Philopator
- Odysseus
- Oedipus te Athene
- Orpheus
- Pelops te Olympia
- Perseus
- Romulus
- Remus
- Theseus